# Arndt Pekurinen
Arndt Juho Pekurinen, född 29 augusti 1905 i Jockas, Finland, död 5 november 1941 i Kalevala, Sovjetunionen, var en finländsk pacifist och fredsaktivist som avrättades under andra världskriget när han upprepade gånger vägrat vapen.
Pekurinen var ordförande i det 1923 grundade Finlands antimilitaristiska förbund (Suomen antimilitaristinen liitto). År 1926 vägrade han att göra värnplikt och dömdes till fängelse. Pekurinens fängelsedom fördömdes av flera världskändisar som H. G. Wells, Albert Einstein, Henri Barbusse och även tre medlemmar av Brittiska underhuset. Detta påskyndade en ändring av lagstiftningen i Finland (”Lex Pekurinen”) och 1931 infördes civiltjänst.
Under andra världskriget fängslades Pekurinen igen. I november 1941 fördes han till fronten, där Pekurinen vägrade ta vapen, trots att han annars skulle avrättas. Pekurinen blev skjuten utan rättegång genom beslut av kapten Pentti Valkonen. Han begravdes senare i Malms begravningsplats i Helsingfors.
År 2006 öppnades Arndt Pekurinens park i stadsdelen Böle i Helsingfors.